# 扩展图形阵列

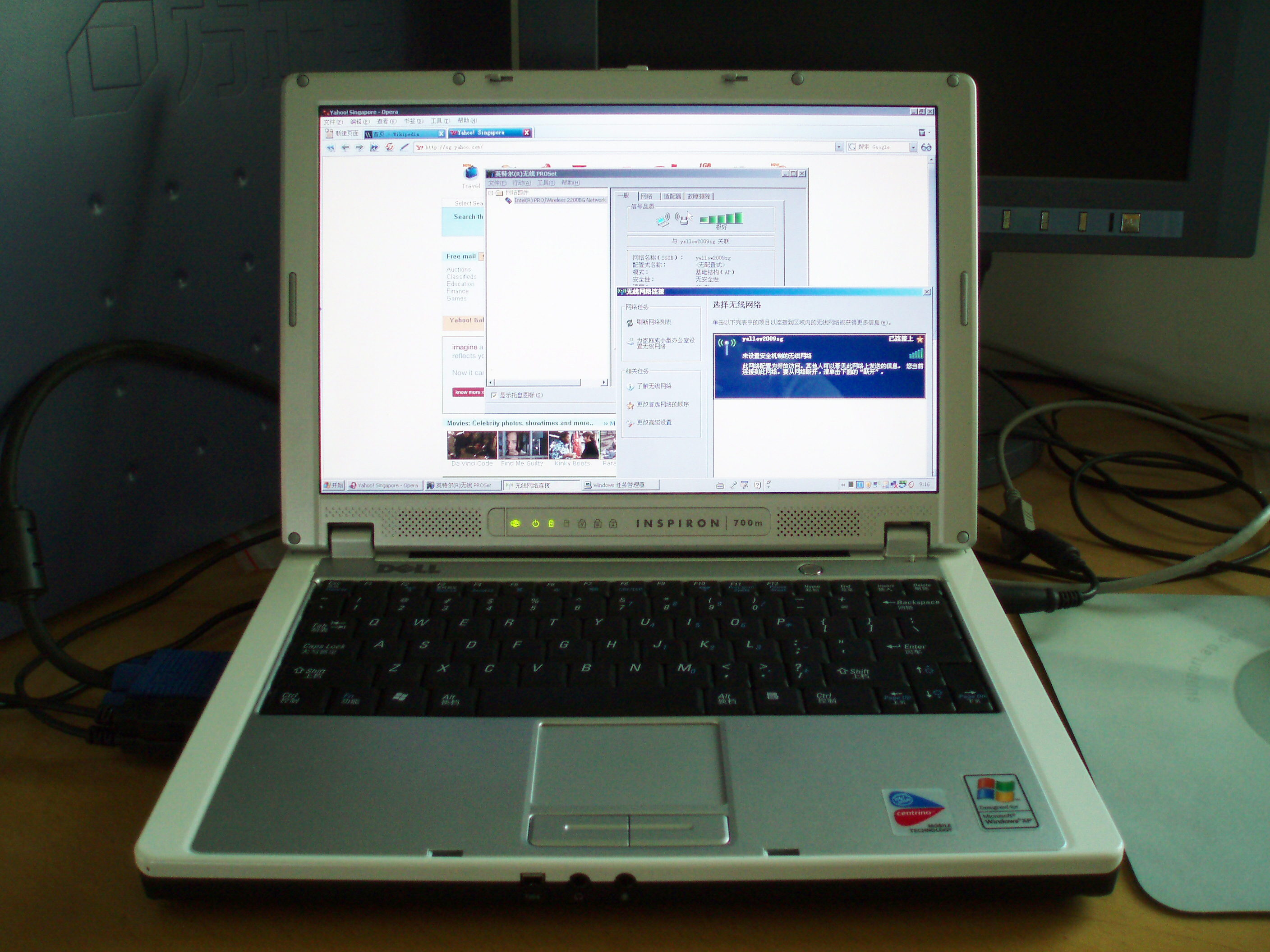
一款使用了WXGA的笔记本电脑

扩展图形阵列（英語：或XGA）是IBM在1990年推出的一个标准。XGA支持1024×768分辨率，256色调色板（每像素8比特），或者640×480分辨率（每像素16比特，或称高色）。XGA-2更进一步支持1024×768（高色，更高帧频），和1360×1024分辨率（每像素4比特，16种颜色可选）。